# Tharrhalea evanida
Espèce
Synonymes
- Xysticus evanidus L. Koch, 1867
- Diaea evanida (L. Koch, 1867)
- Lehtinelagia evanida (L. Koch, 1867)
- Diaea haematodactyla L. Koch, 1875
- Diaea sticta Kulczyński, 1911

Tharrhalea evanida est une espèce d'araignées aranéomorphes de la famille des Thomisidae.

## Distribution
Cette espèce se rencontre en Australie dans le Territoire du Nord, au Queensland et en Nouvelle-Galles du Sud et en Nouvelle-Guinée.

## Publication originale
- L. Koch, 1867 : Beschreibungen neuer Arachniden und Myriapoden. II. Verhandlungen der Kaiserlich-Königlichen Zoologisch-Botanischen Gesellschaft in Wien, vol. 17, p. 173-250 (texte intégral).